# Slavko Vinčić
Slavko Vinčić (Maribor - 25 de novembro de 1979) é um árbitro de futebol esloveno. Ele é um árbitro FIFA desde 2010.
Em julho de 2021, ele comandou 12 partidas da Liga dos Campeões e 19 da Liga Europa, incluindo as quartas de final da Liga dos Campeões de 2020–21 entre Porto e Chelsea e a semifinal da Liga Europa de 2020–21 entre Arsenal e Villareal . Ele também foi o árbitro da final da UEFA Europa League de 2022 entre Eintracht Frankfurt e Rangers .
Vinčić foi para o UEFA Euro 2012 como assistente adicional na equipe de Damir Skomina . Foi escolhido como árbitro da Euro 2020, onde arbitrou duas partidas da fase de grupos (Espanha-Suécia e Suíça-Turquia) e o confronto Quartas de Finais entre Itália e Bélgica.
Em 30 de maio de 2020, foi preso por engano como parte de uma investigação policial sobre uma quadrilha de prostituição e drogas na Bósnia e Herzegovina , mas logo foi inocentado de qualquer delito.
Arbitrou a Final da Liga dos Campeões da UEFA de 2023–24.